# Anders Albjerg Kristiansen
Anders Albjerg Kristiansen (født 21. april 1983) er en dansk filmklipper, nomineret til en Robert for årets klipper. Anders blev født i Kalundborg og voksede op på Røsnæs. Anders blev uddannet som klipper på Den Danske Filmskole i årene 2007 til 2011.